# Elsa Loy

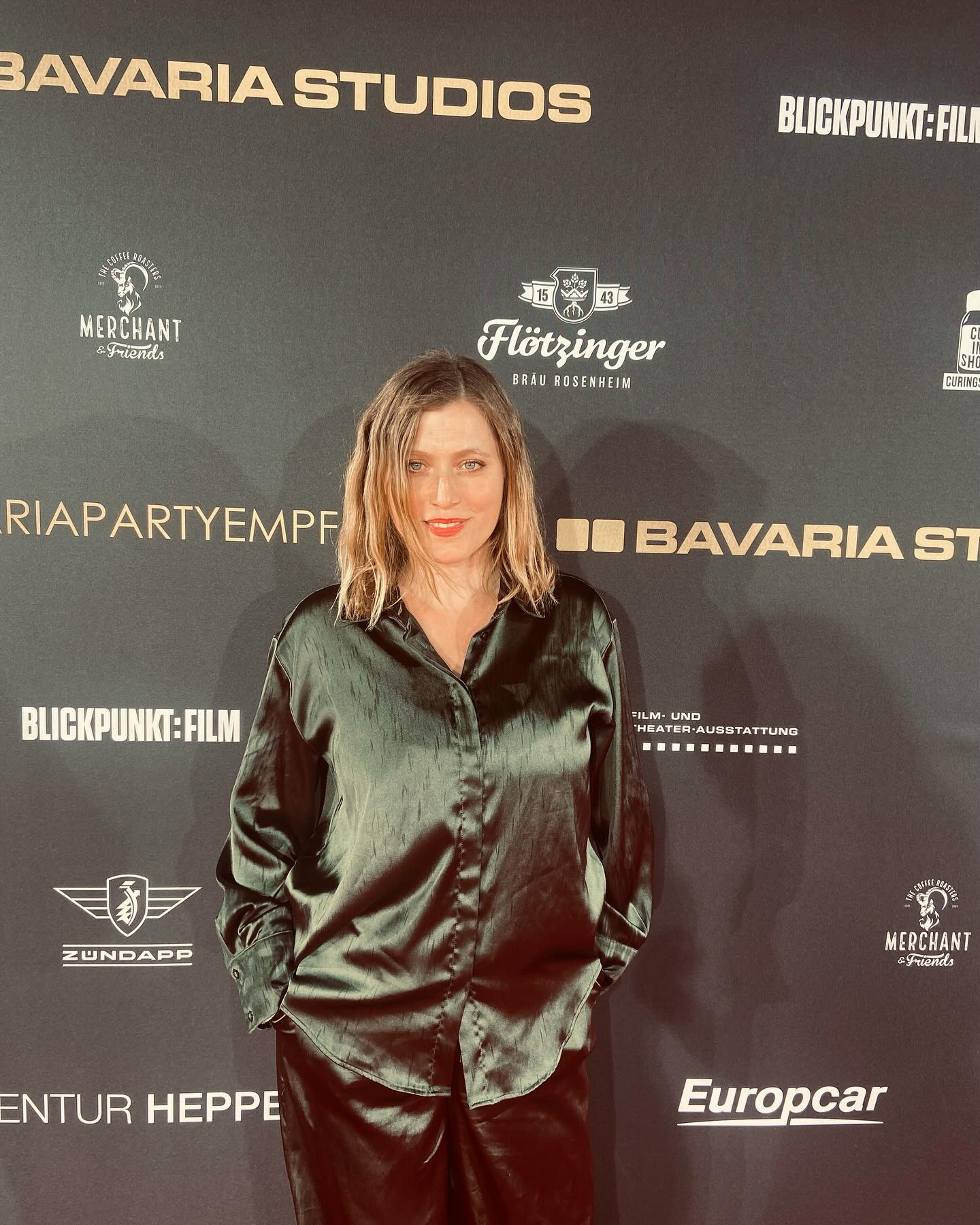

Elsa Loy (* 1985 in Berlin) ist eine deutsche Schauspielerin und Regisseurin. Sie lebt und arbeitet in Berlin.

## Leben
Im Alter von 14 Jahren begann Loy an intensiv Theater zu spielen. Es folgen viele Jahre auf den Off-Theater Bühnen Berlins. Nach dem Abitur machte sie eine Tanz- und Schauspielausbildung und studierte anschließend Medien- und Kommunikationswissenschaften. Während ihrer Ausbildungszeit drehte sie Musikvideos unter anderem für Ellen Allien, Smash TV, Noblesse Oblige und auch für den niederländischen Regisseur Edwin Brienen. Mit dem Schauspieler und Komiker Harpe Kerkeling stand sie für den bekannten Werbespot von Möbel Höffner vor der Kamera. Es folgten weitere Film- und Werbeproduktionen. Der Kurzfilm Nicht nur der Himmel ist blau unter der Regie von Erik Schmitt und Oliver Walser gewann mehrere Preise. In dem Kinofilm Chasing Paper Birds von Mariana Jucika übernahm sie die Rolle der Amanda.
Elsa ist auch als Regisseurin tätig und Mitgründerin der Produktionsfirma BORNNAKED productions. Das gemeinsame Regiedebüt Nackt feierte seine Weltpremiere im Oktober 2024 auf den internationalen Hofer Filmtagen und war für den Dokumentarfilmpreis GRANIT nominiert.

## Filmografie als Schauspielerin (Auswahl)
- 2009: Nicht nur der Himmel ist blau (Kurzfilm)
- 2017: Pottoriginale
- 2020: Chasing Paper Birds
- 2024: Die Politikerin
- 2024: Nackt

## Filme als Regisseurin
- 2024: Nackt (Dokumentation, gemeinsam mit Anne Roemeth)

## Theaterengagements(Auswahl)
- 2003 Die Dreigroschenoper – Regie: Ilona Zarypow
- 2005 Schiller, Schiller frei nach Schiller – Regie: Ilona Zarypow
- 2011 4Uhr48 Anders – Regie: Christian Fischer
- 2012 Keine Party ohne Billy – Regie: Christian Fischer
- 2019 As Soon As Possible – Regie: Christian Fischer

## Sprechertätigkeit
- 2011: Edwin Brienen: Als der Satan laufen lernte, Regie: Edwin Brienen (Original-Hörspiel – WDR)

## Musikvideos
- 2013 Take me out für Ellen Allien
- 2013 Starman (Musikvideo für Sally Shapiro Feat. Electric Youth)
- 2013 Wer ich bin für Gleis 8
- 2015 Leads Me Outside" für Perdurabo
- 2015 Vespertine für Smash TV
- 2015 All It Takes für Marquez Ill